# Openbaar groen
Tot openbaar groen rekent men openbare tuinen, parken en openbare groenstroken, soms ook onbebouwde stadsranden, speelplaatsen en water. Doorgaans zijn gemeenten verantwoordelijk voor het beheer en beleid aangaande het openbare groen.

## Geschiedenis
Openbaar groen is een fenomeen dat in de loop van de 19e eeuw is opgekomen. Het meeste op recreatie gerichte groen was destijds niet openbaar maar in bezit van de adel of gegoede burgerij. Veel groen was er overigens niet in de destijds snel groeiende steden. Gedurende de laatste decennia van de 19e eeuw nam de aandacht voor groen toe als een middel om de stad leefbaarder te maken. Zo werden er singels en parken aangelegd, soms op oude vestingwallen. Veel Nederlandse stadsparken dateren uit deze periode zoals het in 1865 opengestelde Amsterdamse Vondelpark, het omstreeks 1880 aangelegde Groningse Noorderplantsoen en Nijmeegse Kronenburgerpark en het in 1898 geopende Utrechtse Wilhelminapark.

## Verandering beheer
Van oudsher is stedelijk groenbeheer gericht op het bevorderen van het gebruik en de aantrekkelijkheid van openbaar groen. De meeste stadsparken zijn aangelegd in de Engelse landschapsstijl en vrijwel alle parken bieden speelgelegenheid en kunst. 
Vanaf ongeveer 1970 spelen ook andere overwegingen een rol bij het groenbeheer, zoals op het gebied van natuur, milieu, ecologie en gezondheid. Door de grotere nadruk op het belang van dit groen voor planten en dieren is het beheer op veel plaatsen geëxtensiveerd, zijn speciale voorzieningen voor dieren getroffen, zoals nestkasten en ecoducten, en worden soms grote grazers ingezet. Daarnaast streeft men naar een vermindering van de hoeveelheid chemische onkruidbestrijdingsmiddelen en de aanleg van meer natuurlijke speelplekken. Bij het beheer van groen is er sinds de jaren 90 meer aandacht voor de rol die bijvoorbeeld bomen spelen bij het waterbeheer en de temperatuur in de stad.

## Voordelen en nadelen
Openbaar groen wordt om verschillende redenen gewaardeerd. Het werd vroeger gezien als enkel een aantrekkelijk decor voor de stad, maar sinds de jaren 90 wijst onderzoek uit dat stadsgroen belangrijke ecosysteemdiensten levert. In het onderzoek TEEB-stad wordt berekend wat de nuttige effecten van groen en water in de stad ons economisch opleveren, en dat kan om een aanzienlijk bedrag gaan. 
Naast waterregulatie, temperatuurregulatie en het bieden van leefruimte voor flora en fauna, zijn nuttige functies van openbaar groen bijvoorbeeld het wegvangen van fijn stof en gasvormige luchtverontreiniging en het produceren van zuurstof en vastleggen van CO2.  
Ook wordt wel gewezen op het belang voor de geestelijke en fysieke volksgezondheid. Parken 
stimuleren beweging en mensen voelen zich prettig in een park, wat stress kan verminderen. In sommige gevallen produceren parken ook hout, kruiden en voedsel. Een aantrekkelijke groene omgeving beïnvloedt ook de kwaliteit van de woonomgeving (en vaak de huizenprijzen) en het vestigingsklimaat voor bedrijven.
Soms gaat openbaar groen gepaard met onveiligheid of overlast. Enkele kruiden (zoals grassen) en bomen (zoals berken) geven allergische reacties. Lindebomen zijn berucht omdat de daarop veelvuldig verblijvende luizen een kleverige stof (honingdauw) afscheiden die enige vervuiling oplevert. Bepaalde dieren veroorzaken huidirritaties (zoals de eikenprocessierups) dan wel herrie of vervuiling (spreeuwen). Hoge en ruige struiken worden als onveilig ervaren. Deze nadelen zijn te voorkomen door beplanting te kiezen die past bij de groeiomstandigheden van de locatie, en het gebruik van de locatie. Goed beheer, zoals op tijd snoeien, maaien of wieden, helpt om de beplanting functioneel en in goede conditie te houden.

## Organisatie
Gedurende het grootste deel van de 20e eeuw waren gemeentelijke plantsoenendiensten in Nederland verantwoordelijk voor het leeuwendeel van het beheer van het openbare groen. Een bekend voorbeeld is de Gemeentelijke Plantsoenendienst Den Haag. Ook waterschappen dragen een deel van de verantwoordelijkheid. Later is het gemeentelijke beheer vaak ondergebracht bij andere diensten zoals de milieudienst, de dienst stadsbeheer of de afdeling openbare ruimte. Het uitvoerend werk wordt meestal aanbesteed en vervolgens gedaan door particuliere hoveniers of aanleg- en onderhoudsbedrijven. Gemeenten laten het werk ook vaak uitvoeren door een
sociale werkplaats, waarmee ze aan hun sociale taak helpen te voldoen, maar wat ook geld bespaart.